# Antoni Małachowski
Antoni Małachowski herbu Nałęcz (ur. 1740, zm. 11 marca 1796) – właściciel majątków ziemskich Borkowice i Niekłań, pisarz wielki koronny 1771, sekretarz wielki koronny 1780, wojewoda mazowiecki 1784, marszałek Trybunału Głównego Koronnego 1766, marszałek sejmu 1780, szambelan Stanisława Augusta Poniatowskiego 1764, członek Komisji Edukacji Narodowej w latach 1783–1792, starosta ostrołęcki w 1762 roku.

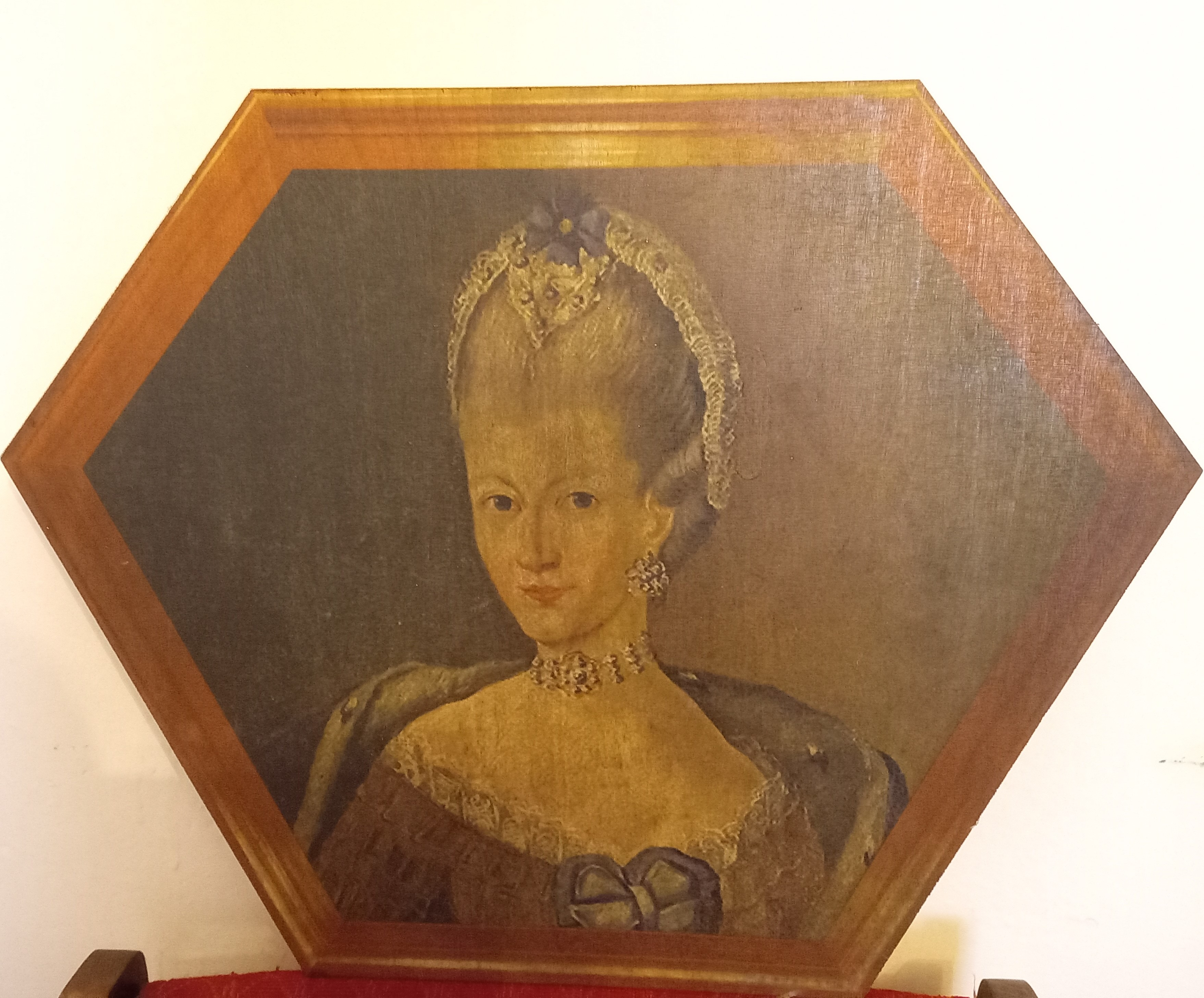
Portret trumienny Katarzyny z Działyńskich Małachowskiej, żony Antoniego, znajdujący się w Parafii Krzyża Świętego w Borkowicach.

## Życiorys

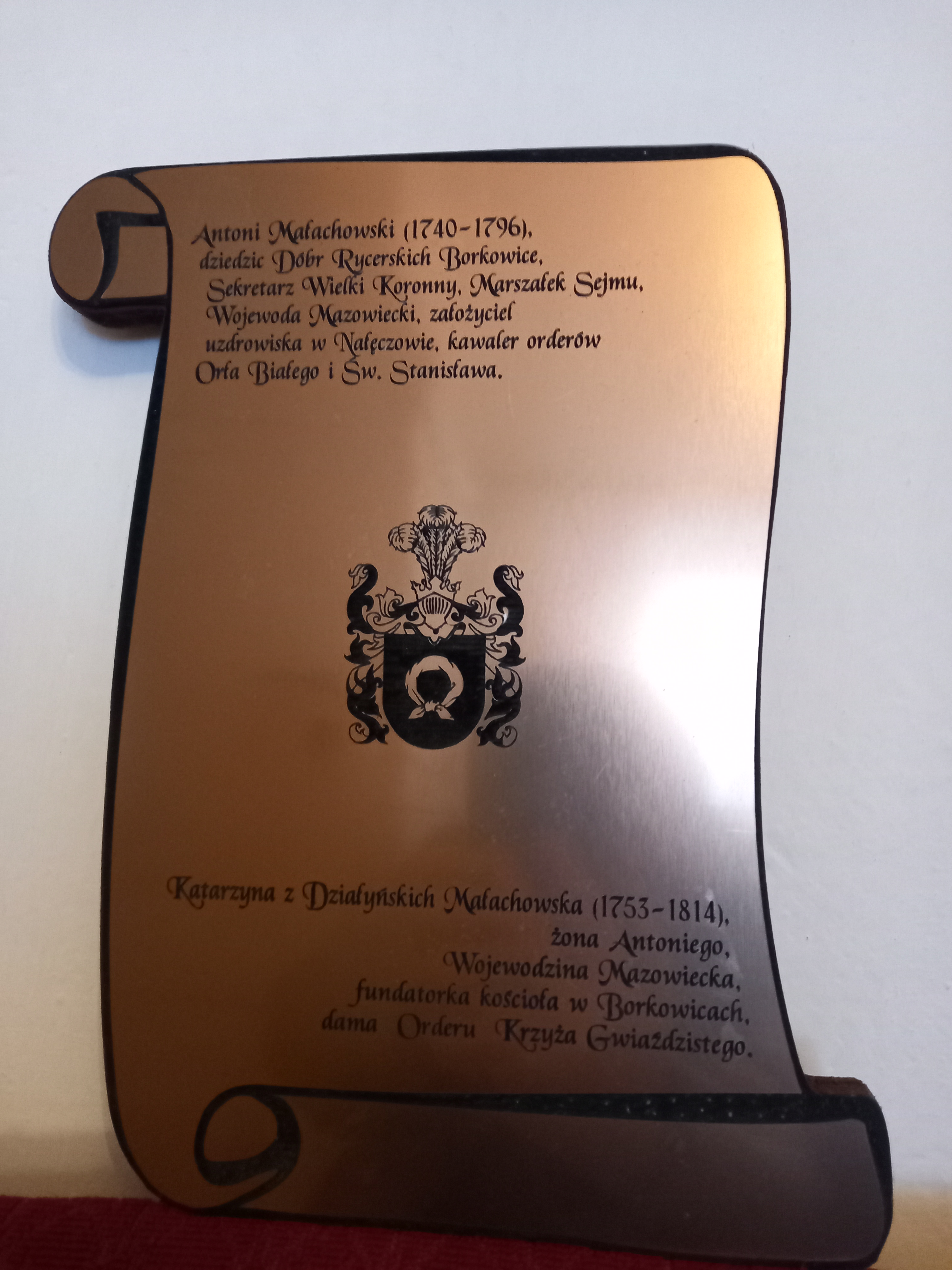
Tabliczka dotycząca informacji o Antonim i Katarzynie Małachowskich znajdująca się w Parafii Krzyża Świętego w Borkowicach.

Był synem Jana Małachowskiego i Izabeli Humieckiej, a bratem Mikołaja, Jacka i Stanisława. W 1771 ożenił się z Katarzyną Działyńską, z którą miał czterech synów: Ludwika Jakuba, Józefa i Onufrego i dwie córki: Mariannę i Konstancję.
Konsyliarz konfederacji Czartoryskich w 1764 roku. Jako poseł ziemi łomżyńskiej na sejm elekcyjny był elektorem Stanisława Augusta Poniatowskiego w 1764 roku z ziemi łomżyńskiej. Antoni Małachowski był pisarzem wielkim koronnym w latach 1771–1780. Poseł na Sejm 1776 roku z województwa poznańskiego. Poseł na sejm 1778 roku z ziemi łomżyńskiej. Następnie został sekretarzem wielkim koronnym w 1780. Był posłem na sejm 1780 roku z województwa sieradzkiego. Poseł na sejm 1782 roku z ziemi łomżyńskiej. Członek Lubelskiej Komisji Boni Ordinis w 1780 roku. Członek Departamentu Sprawiedliwości Rady Nieustającej w 1783 roku. W latach 1784–1794 był wojewodą mazowieckim. Był członkiem warszawskiej Komisji Dobrego Porządku w 1788. Był członkiem konfederacji Sejmu Czteroletniego. Konsyliarz konfederacji generalnej koronnej w konfederacji targowickiej. W 1792 roku delegowany przez konfederację targowicką do zasiadania w Komisji Skarbowej Koronnej.
Cierpiał na podagrę, chorobę leczoną wówczas kąpielami w żelazistej wodzie. Szukając źródeł wody, natrafił na nie w Nałęczowie. W 1783 wybudował kościół w Kadzidle.
W 1767 został kawalerem Orderu Świętego Stanisława, a 25 listopada 1776 został odznaczony Orderem Orła Białego.